# Ферадомбе
Ферадомбе́ (перс.  فرادبنه ‎) — город на юго-западе Ирана, в провинции Чехармехаль и Бахтиария. Входит в состав шахрестана  Боруджен.
На 2006 год население составляло 12 697 человек.

## География
Город находится на востоке Чехармехаля и Бахтиарии, в горной местности центрального Загроса, на высоте 2 169 метра над уровнем моря.
Ферадомбе расположен на расстоянии приблизительно 45 километров к юго-востоку от Шехре-Корда, административного центра провинции и на расстоянии 400 километров к югу от Тегерана, столицы страны. Основу экономики города составляет сельскохозяйственное производство, а также ковроткачество.